# تپه اجاق دیرسه یی
تپه اجاق دیرسه ای مربوط به صدهٔ ۸–۶ ه.ق است و در شهرستان ورزقان، بخش مرکزی، دهستان ازومدل جنوبی، جنب به ضلع جنوبی روستای بهربیگ واقع شده و این اثر در تاریخ ۲۷ بهمن ۱۳۸۷ با شمارهٔ ثبت ۲۴۵۰۹ به‌عنوان یکی از آثار ملی ایران به ثبت رسیده است.